# La Adelita

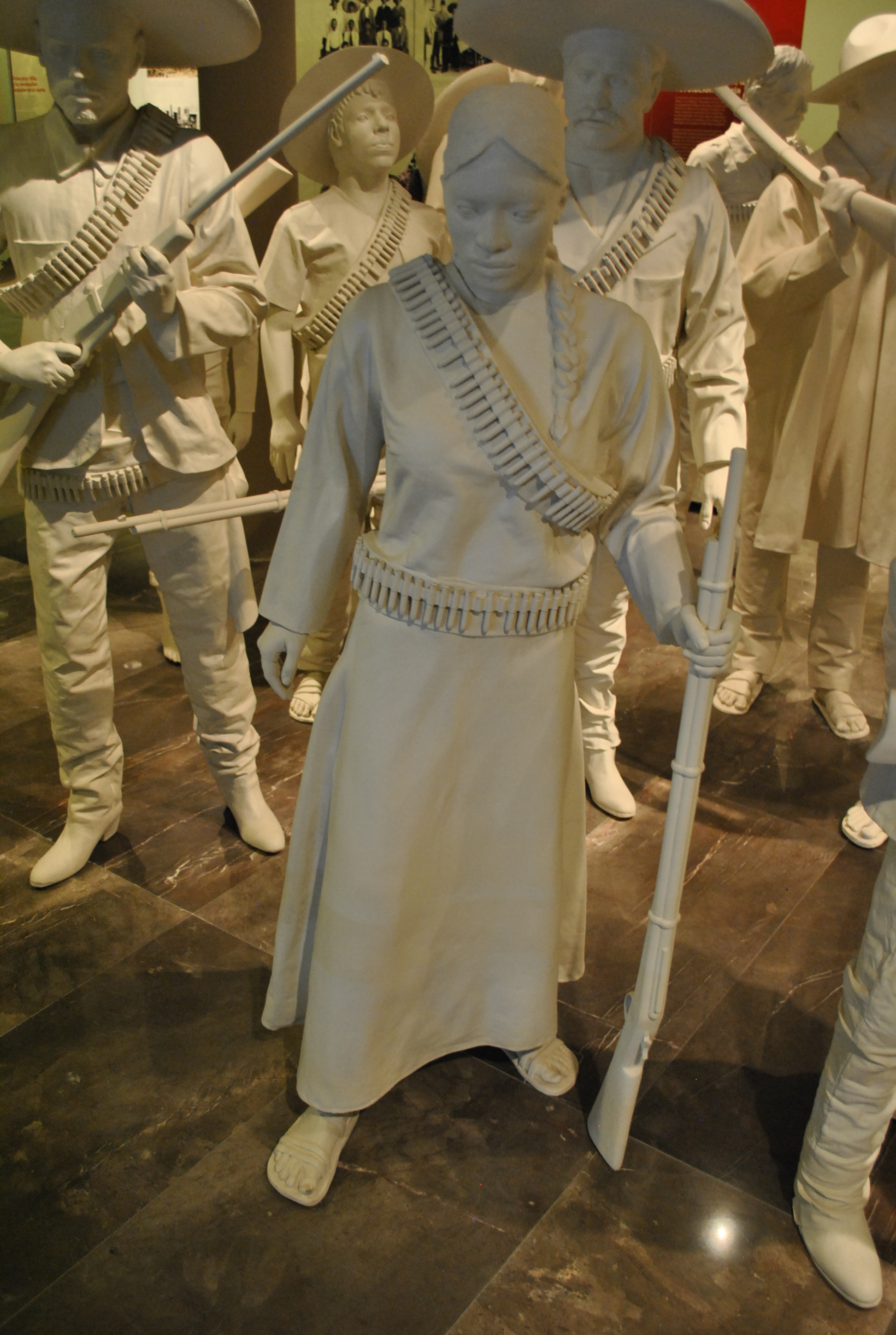
Adelita (Museo Nacional de la Revolución)

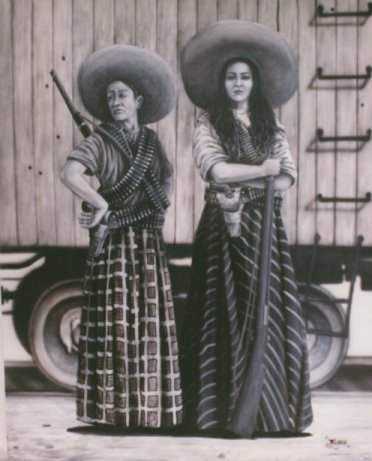
Darstellung zweier Soldaderas

La Adelita war eine legendäre Soldadera während der mexikanischen Revolution, die sinnbildlich für den Mut und die Kraft der mexikanischen Frauen überhaupt steht. Die Adelita wurde in mehreren Corridos besungen, und sie taucht als Motiv in mehreren Bildern (z. B. bei José Guadalupe Posada) und Filmen auf.

## Die historische Person
Es ist nicht zweifelsfrei gesichert, ob die Adelita tatsächlich existiert hat, oder nur eine Legende ist. Ganz unabhängig davon wird die Bezeichnung Adelita heute auf alle Soldaderas angewandt.
Der Name der richtigen Adelita war wohl Altagracia Martínez, die aus der Oberschicht von Mexiko-Stadt stammte und trotzdem mit der Revolution sympathisierte. Um diesen Bruch mit ihrer eigenen Herkunft zu markieren, wurde sie von General Francisco Villa und Coronel Rodolfo Fierro auf den Namen Adelita getauft (Adelita ist eine spanische Koseform von Adela bzw. Adele. Er bedeutet übersetzt "die aus vornehmem Geschlecht" oder auch "die Adelige"). Vermutlich wurde sie später im Auftrag von Pascual Orozco ermordet.

## Der Corrido
La Adelita ist ein äußerst berühmter Corrido der mexikanischen Revolution, der mündlich überliefert ist und daher auch abweichende Texte kennt. Ursprünglich kommt er vermutlich aus Sinaloa oder Durango. Die folgenden Strophen sind jedoch typisch und die bekanntesten:
| Si Adelita quisiera ser mi esposa, Si Adelita fuera mi mujer, Le compraría un vestido de seda Y la llevaría a pasear al cuartel.       | Wenn Adelita meine Ehefrau sein wollte, Wenn Adelita meine Frau wäre, dann würde ich ihr ein Seidenkleid kaufen und mit ihr in der Kaserne spazieren gehen.            |
| Si Adelita se fuera con otro La seguiría por tierra y por mar, Si por mar en un buque de guerra. Si por tierra en un tren militar.     | Wenn Adelita mit einem anderen abhauen würde, dann verfolgte ich sie zu Land und zu Wasser. Auf dem Meer, in einem Kriegsschiff; und auf dem Land in einem Militärzug. |
| Si acaso yo muero en campaña Y mi cadáver en la tierra va a quedar, Adelita, por Dios te lo ruego Que por mi muerte tú vayas a llorar. | Und sollte ich beim Feldzug sterben und mein Körper im Boden bleiben sollte, Dann, Adelita, bitte ich Dich um Gottes Willen, dass Du um meinen Tod weinst.             |

## Kult
Heute hat die Adelita in Mexiko einen ähnlichen Status wie z. B. Jeanne d’Arc in Frankreich. Am 20. November, dem Tag der Mexikanischen Revolution, verkleiden sich z. B. viele Mädchen für die Feiern als Adelita. Die Adelita ist in der feministischen Bewegung ein Symbol für Kraft, Mut und Kampfbereitschaft geworden, obwohl die Frauen damals nach der erfolgreichen Revolution weitgehend wieder aus dem Militär verschwunden sind und in Mexiko bis heute keine gesellschaftliche Gleichstellung erreicht haben.

## Gemälde
Die mexikanische Künstlerin Frida Kahlo hat auf dem  um 1927 entstandenen Gemälde Pancho Villa und Adelita neben den beiden Revolutionshelden sich selbst abgebildet.